# Larissa Chasma
Il Larissa Chasma è una formazione geologica della superficie di Dione.
È intitolato alla città greca di Larissa.